# Alonso de Ercilla
Alonso de Ercilla y Zúñiga, nella grafia basca moderna Alonso Ertzilla Zuñiga (Madrid, 7 agosto 1533 – Madrid, 29 novembre 1594), è stato un poeta, scrittore ed esploratore spagnolo.

## Biografia
Apparteneva a una delle famiglie nobili di Biscaglia. Fu paggio dell'infante don Filippo (futuro re di Spagna Filippo II), figlio di Carlo V. Suo padre era Fortuño García de Ercilla e sua madre Doña Leonor de Zúñiga. Nel 1548, dopo la morte di suo padre, sua madre divenne dama di compagnia per l'infanta Maria di Spagna. Ercilla ebbe un'educazione molto accurata, perché, oltre ad avere gli insegnanti più dotti, poté godere dei vantaggi di viaggiare molto e di vivere a corte dove entrava in contatto con grandi personaggi. Quando aveva solo quindici anni accompagnò Filippo II di Spagna attraverso l'Italia e la Germania, viaggio che durò tre anni. In seguito, Ercilla accompagnò la madre in Boemia, poi visitò l'Austria, l'Ungheria e altri paesi, tra cui l'Italia, la Germania e i Paesi Bassi, e fu presente, nel 1554, al matrimonio di Filippo II con la regina Maria I d'Inghilterra.
A Londra fece la conoscenza di Jerónimo de Alderete (1555), le cui storie delle sue avventure nel Nuovo Mondo scossero così tanto l'immaginazione di Ercilla che questi decise di accompagnarlo in America quando se ne presentò l'occasione. Egli ottenne quindi il permesso da Filippo, e salpò per l'America il 15 ottobre 1555. Poco dopo il loro arrivo, però, Alderete morì (nei pressi di Panama, aprile 1556). Ercilla continuò il suo viaggio in Perù, e nel 1557, quando venne a sapere che si stava preparando una spedizione per sottomettere gli Araucani del Cile, si unì alle forze di García Hurtado de Mendoza, che poco prima era stato nominato governatore del Cile.
Si distinse nella campagna successiva, ma, dopo aver litigato con un compagno, fu condannato a morte nel 1558 dal suo generale, García Hurtado de Mendoza. La sentenza fu commutata in carcere, ma fu poi rilasciato e combatté nella battaglia di Quipeo (14 dicembre 1558).
Nel 1556 Ercilla arrivò in Perù e accompagnò don García Hurtado de Mendoza, governatore e comandante in capo del Cile. Rimase in Cile circa diciassette mesi, tra il 1557 e il 1559. Partecipò alle battaglie di Lagunillas, Quiapo e Millarapue, e assistette alla morte di Caupolicán, protagonista poi de La Araucana, un poema epico di esaltazione militare in 37 canti, in cui vengono narrati i fatti più significativi della guerra contro gli Araucani (Mapuche), che cominciò a scrivere durante la campagna.
Dopo il conflitto, seguì Mendoza in un viaggio esplorativo nella Terra del Fuoco, nel 1558. Ritornò in Spagna nel 1562, e si stabilì infine a Madrid.

## Opere
È autore del primo grande poema ispirato all'America, L'Araucana, che fu pubblicato dal 1569 al 1589, un poema epico di 37 canti che descrive le difficoltà incontrate dagli spagnoli durante le insurrezioni degli Araucani e le gesta dei nativi. I luoghi sono mirabilmente descritti, le date sono indicate con precisione, ed i costumi dei nativi fedelmente esposti.
Ercilla conosceva a menadito i poeti classici e gli italiani Dante, Petrarca e Ariosto. La prima parte del suo grande poema risente delle sue esperienze americane resta uno dei più importanti documenti delle conquiste spagnole e dei sentimenti che si manifestarono, da quelli religiosi a quelli patriottici. Inoltre segnò l'inizio della cosiddetta letteratura creola..